# Andrí Vinokurov
Andrí Vinokurov (en ucraïnès Андрій Винокуров; Khàrkiv, 14 d'agost de 1982) és un ciclista ucraïnès, que s'ha especialitzat en la pista. S'ha proclamat campió d'Europa i nacional en diferents disciplines.

## Palmarès
- 2001
  -  Campió d'Europa sub-23 en Velocitat
  -  Campió d'Europa sub-23 en Keirin
- 2004
  -  Campió d'Europa sub-23 en Keirin
- 2015
  -  Campió d'Ucraïna en Velocitat
  -  Campió d'Ucraïna en Velocitat per equips
  -  Campió d'Ucraïna en Quilòmetre
  -  Campió d'Ucraïna en Keirin

### Resultats a laCopa del Món
- 2004-2005
  - 1r a la Classificació general, en Keirin
- 2005-2006
  - 1r a Moscou, en Keirin
- 2006-2007
  - 1r a Moscou, en Keirin
- 2016-2017
  - 1r a la Classificació general i a la prova d'Apeldoorn, en Velocitat